# Кастильоне дел Лаго
Кастильо̀не дел Ла̀го (на италиански: Castiglione del Lago) е град и община в Централна Италия, провинция Перуджа, регион Умбрия. Разположен е на 304 m надморска височина, на западния бряг на Тразименското езеро. Населението на общината е 15 618 души (към 2010 г.).